# Postulat
Als Postulat (von lateinisch postulatus, Gefordertes, Erbetenes, vor Gericht Beanspruchtes oder Behauptetes) wird ein Grundsatz für eine Diskussion, eine Theorie oder ein formales System bezeichnet, der keine neuen Terme einführt, aber nicht aus den gegebenen Definitionen abgeleitet werden kann. Ein Postulat gilt als Axiom, wenn sich aus ihm andere Theoreme des Systems oder der Alltagserfahrung herleiten lassen, deren Geltung bereits bekannt ist oder beschlossen wurde. Die Gültigkeit eines Postulats kann auf der Ebene der Metatheorie angegriffen, bestritten und widerlegt werden, z. B. wenn an seiner Stelle ein anderer Satz gefunden wird, der mindestens die gleiche Begründungskraft hat.

## Mathematik
In der Mathematik werden unbewiesene oder unbeweisbare Aussagen, die in Folgerungen oder Beweissystemen als wahr vorausgesetzt werden sollen, zum Teil ebenfalls Postulate genannt. Auch wird von manchen Autoren eine Unterscheidung getroffen zwischen Axiomen als rein logische Grundsätze eines Systems und Postulaten als Grundsätzen, die mehr als nur logische Symbole enthalten.
Die Verwendung von Postulaten stammt aus der euklidischen Geometrie, in der zwischen Definitionen, Postulaten und Grundsätzen unterschieden wird. Euklids Text spricht von αἰτήματα aitēmata (Postulaten) und κοιναὶ ἔννοιαι koinai ennoiai (Axiomen, wörtlich Gemeinbegriffen, lateinisch communes animi conceptiones). Dabei wurde nicht die Anerkennung einer These oder eines Theorems gefordert, sondern dass eine bestimmte Konstruktion möglich ist, z. B., dass zwei beliebige Punkte mit genau einer Geraden verbunden werden können oder dass um jeden Mittelpunkt mit jedem Radius ein Kreis gezogen werden kann. Heute wird in der mathematischen Praxis nicht mehr deutlich zwischen Forderung und Grundsatz, also Postulat bzw. Axiom, unterschieden.
Proklos unterscheidet aitēmata als durch einen Beweis zu bestätigen (ähnlich den ὑποθέσεις hypotheseis des Aristoteles) von ἀξιώματα axiōmata als keines Beweises bedürftig. Auch weist er Postulate der Geometrie zu und Axiome allen mit Quantitäten und Raumausdehnung hantierenden Wissenschaften. Archimedes versteht unter axiōmata auch Definitionen und bezeichnet die Postulate als λαμβανόμενα lambanomena.
Im älteren Logizismus wurde versucht, eine allgemeine Grundlegung ohne Axiome, nur auf Basis logischer Definitionen zu erreichen. Dabei wurde vorausgesetzt, dass sich die Definitionen und Axiome auf notwendig gültige Sachverhalte als ihre Extension beziehen und dass ihnen ihre Rolle als grundlegende Sätze, hinter die nicht zurückgegangen werden kann, wesentlich ist. Im Formalismus hingegen wurden Axiomatisierungen als willkürliche Festlegungen formaler Systeme verstanden, die sich durch interne und externe Gütekriterien voneinander unterscheiden (etwa Entscheidbarkeit und Vollständigkeit (Logik), Ausdrückbarkeit bekannter mathematischer Sätze). Für den Formalismus werden die einfachsten mathematischen Begriffe implizit durch die aufgestellten Axiome definiert. Während der Logizismus die Postulate eliminiert, fallen im Formalismus Postulate und Axiome zusammen.

## Philosophie
Die aristotelische Wissenschaftstheorie unterscheidet zwischen
- Prinzip als durch sich selbst notwendig: für jeden einsichtiges Axiom
- Prinzip als Voraussetzung (hypothesis): für den Lernenden in der entsprechenden Wissenschaft einsichtig
- Prinzip als Postulat (aitēma): für den Lernenden in der entsprechenden Wissenschaft nicht einsichtig oder dessen Meinung entgegenstehend; einschließlich prinzipiell beweisbarer Sätze, die man gegenwärtig aber ohne Beweis annimmt oder verwendet.

In Immanuel Kants Terminologie ist „Postulat“ ein „praktischer unmittelbar gewisser Satz oder ein Grundsatz, der eine mögliche Handlung bestimmt, bei welcher vorausgesetzt wird, daß die Art, sie auszuführen, unmittelbar gewiß sei“ (Immanuel Kant: AA IX, 112– Logik-Vorlesung). Er unterscheidet dabei mathematische Postulate von Postulaten der praktischen Vernunft: Die Postulate der praktischen Vernunft (die Existenz Gottes und die Unsterblichkeit der Seele) sind eine für moralisches Handeln subjektiv notwendige Annahme, die mathematischen Postulate sind für Kant objektiv notwendige und wahre Sätze, die jedoch nicht aus Begriffen folgen, sondern an der Vorstellung von mathematischen Gegenständen a priori als Konstrukte der Einbildungskraft erkannt werden (Immanuel Kant: AA V, 11–Kritik der praktischen Vernunft, vgl. auch Immanuel Kant: AA III, 198–Kritik der reinen Vernunft, A 234/B 286).
In der Erkenntnistheorie und Wissenschaftstheorie wird der Ausdruck „Postulat“ bisweilen auch allgemeiner verwendet im Sinne einer normativen Forderung.
Moritz Schlick vertrat die These: „Postulate im Sinne der alten Philosophie gibt es gar nicht“ – nämlich als „eine Regel, an der wir unter allen Umständen festhalten müssen“. Vielmehr sollte „Postulat“ eine empirisch zweckmäßige Anweisung zur Bildung von Aussagen bezeichnen.

## Physik
In der Physik werden im heutigen Gebrauch die Begriffe „Postulat“ und „Axiom“ austauschbar verwendet. Da physikalische Theorien auf unterschiedliche Weise axiomatisiert werden können, kann eine bestimmte physikalische Aussage in einer Formulierung der Theorie den Status eines Axioms haben, in einer anderen, äquivalenten Formulierung hingegen den Status eines Theorems. Beispielsweise kann die klassische Punktmechanik wahlweise auf Basis der Newtonschen Gesetze, des Lagrange-Formalismus oder des Hamilton-Jacobi-Formalismus formuliert werden. Im erstgenannten Fall hat z. B. das 3. Newtonsche Gesetz den Status eines Postulats bzw. eines Axioms, in den beiden anderen Fällen ist es ein Theorem.